# 朝比呂志
朝 比呂志（あさ ひろし、1934年8月14日 - 2007年12月13日）は、日本の作詞家。本名は普久原 朝弘（ふくはら ちょうこう）で、作曲家・普久原恒勇の実弟である。

## 来歴・人物
越来村(現在の沖縄市)胡屋出身。大阪薬科大学を卒業後、レコード店や薬局経営の傍ら、作詞家として「ウーマクカマデー」「ちんぬくじゅうしい」(以上、三田信一作曲)「ヘイ！二才達」「ゆうなの花」「島やから」(以上、普久原恒勇作曲)など、数多くのヒット作を生み出す。
妻はでいご娘の三女・普久原千津子(旧姓・比嘉)。
2007年12月13日、胃がんのため死去。享年73。